# Mike McNamara
Mike McNamara (Montréal, 28 marzo 1949) è un allenatore di hockey su ghiaccio ed ex hockeista su ghiaccio canadese naturalizzato statunitense professionista.

## Statistiche
Statistiche aggiornate a luglio 2013.

### Giocatore

#### Club
| Stagione | Squadra                   | Stagione regolare | Stagione regolare | Stagione regolare | Stagione regolare | Stagione regolare | Stagione regolare | Playoff | Playoff | Playoff | Playoff | Playoff |
| Stagione | Squadra                   | Lega              | P                 | G                 | A                 | Pt                | PIM               | P       | G       | A       | Pt      | PIM     |
| -------- | ------------------------- | ----------------- | ----------------- | ----------------- | ----------------- | ----------------- | ----------------- | ------- | ------- | ------- | ------- | ------- |
| 1971-72  | Sir George Williams Univ. | CIAU              | -                 | -                 | -                 | -                 | -                 |         |         |         |         |         |
| 1972-73  | Rhode Island Eagles       | EHL               | 39                | 9                 | 14                | 23                | 19                | 3       | 0       | 0       | 0       | 15      |
|          | Québec Nordiques          | WHA               | 19                | 0                 | 0                 | 0                 | 5                 |         |         |         |         |         |
| 1973-74  | Maine Nordiques           | NAHL Sr.          | 37                | 3                 | 19                | 22                | 11                | 8       | 1       | 5       | 6       | 2       |
| 1985-86  | Lugano                    | NLA               | 1                 | 0                 | 0                 | 0                 | 0                 |         |         |         |         |         |
| 1986-87  | Lugano                    | NLA               | 3                 | 1                 | 0                 | 1                 | 4                 |         |         |         |         |         |

### Allenatore

#### Club
| Stagione  | Squadra      | Lega          | Ruolo       | Note                                |
| --------- | ------------ | ------------- | ----------- | ----------------------------------- |
| 1981-1982 | Villars      | NLB           | Head Coach  |                                     |
| 1988-1989 | Gottéron     | NLA           | Head Coach  |                                     |
| 1989-1990 | Gottéron     | NLA           | Head Coach  |                                     |
| 1991-1992 | Zug          | NLA           | Asst. Coach |                                     |
| 1992-1993 | Visp         | Switzerland3  | Head Coach  |                                     |
| 2006-2007 | Lugano U20   | Elite Jr. A   | Head Coach  |                                     |
| 2007-2008 | Chur         | NLB           | Head Coach  | Rimpiazza Andreas Fischer           |
| 2009-2010 | Lugano U20   | Elite Jr. A   | Head Coach  |                                     |
| 2010-2011 | Lugano U20   | Elite Jr. A   | Head Coach  |                                     |
|           | Lugano       | NLA           | Head Coach  | Rimpiazza Philippe Bozon ad interim |
| 2011-2012 | Lugano U20   | Elite Jr. A   | Head Coach  |                                     |
|           | Lugano       | NLA           | Asst. Coach |                                     |
| 2012-2013 | Lugano U20   | Elite Jr. A   | Head Coach  |                                     |
|           | Lugano       | NLA           | Asst. Coach |                                     |
|           | Lausanne     | NLB           | Asst. Coach | Assunto il 9 novembre 2012          |
| 2013-2014 | Lausanne U20 | Elite Jr. A   | Head Coach  |                                     |
|           | Lausanne     | NLA           | Asst. Coach |                                     |
|           | Lausanne U17 | Elite Novizen | Head Coach  |                                     |

## Palmarès

### Giocatore

#### Club
- Campionato svizzero: 2

 Lugano: 1985-86, 1986-87

### Allenatore

#### Club
- Lega Nazionale B: 1

 Losanna: 2012-13